# Jarne Vrijsen
Jarne Vrijsen (Genk, 21 maart 1996) is een Belgische voetballer. Hij speelt als linksachter bij AS Verbroedering Geel.

## Carrière

### Jeugd
Vrijsen werd geboren in Genk, maar groeide op in Opglabbeek. Op zesjarige leeftijd belandde hij in de jeugd van de Belgische club KRC Genk, waar hij alle jeugdreeksen doorliep. Op 27 mei 2014 kreeg hij zijn eerste profcontract, Vrijsen tekende voor twee jaar met optie. Vanaf het seizoen 2014/15 mocht hij zich aansluiten bij de beloften.

### KRC Genk
Nadat de Deen Brian Hamalainen, de back-up voor de vaste linksachter van het eerste elftal Katuku Tshimanga, uitviel met een zware blessure liet trainer Alex McLeish hem meetrainen bij de A-kern. Nadat ook Tshimanga uitviel met een blessure mocht hij zelfs een paar keer plaatsnemen op de bank. Op 13 december 2014 maakte hij zijn officieel debuut voor het eerste elftal in de gewonnen thuiswedstrijd tegen KV Kortrijk, Vrijsen viel hier in de 83ste minuut in voor Christian Kabasele. Hij zou het seizoen 2014/15 uiteindelijk afsluiten met vier invalbeurten. In de voorbereiding van het seizoen 2015/16 werd bekend dat hij zijn plaats bij de A-kern moest afstaan aan Dries Wouters en zo terug naar de B-kern moest. Genk leende hem in de tweede helft van het seizoen uit aan MVV Maastricht, maar daar speelde hij maar drie wedstrijden in de Eerste divisie.

### Lagere divisies
In juni nam KSK Heist uit Eerste klasse amateurs de twintigjarige Vrijsen op definitieve basis binnen. Na één seizoen stapte hij over naar KSK Hasselt, waar hij twee seizoenen speelde in Tweede klasse amateurs. In 2019 stapte hij over naar Patro Eisden Maasmechelen, waar hij door blessureleed pas in januari 2020 zijn officiële debuut kon maken. Na twee seizoenen, waarin hij nauwelijks kon spelen aangezien het seizoen 2020/21 vanwege de coronapandemie grotendeels werd afgelast, tekende hij in juli 2021 bij eersteprovincialer AS Verbroedering Geel.

## Statistieken
| Seizoen         | Club             | Land               | Competitie             | Competitie | Competitie | Beker | Beker | Supercup | Supercup | Europees | Europees | Totaal | Totaal |
| Seizoen         | Club             | Land               | Competitie             | Wed.       | Dlp.       | Wed.  | Dlp.  | Wed.     | Dlp.     | Wed.     | Dlp.     | Wed.   | Dlp.   |
| --------------- | ---------------- | ------------------ | ---------------------- | ---------- | ---------- | ----- | ----- | -------- | -------- | -------- | -------- | ------ | ------ |
| 2014/15         | KRC Genk         | Vlag van België    | Jupiler Pro League     | 4          | 0          | 0     | 0     | —        | —        | —        | —        | 4      | 0      |
| 2015/16         | KRC Genk         | Vlag van België    | Jupiler Pro League     | 0          | 0          | 0     | 0     | —        | —        | —        | —        | 0      | 0      |
| 2015/16         | → MVV Maastricht | Vlag van Nederland | Eerste divisie         | 3          | 0          | 0     | 0     | —        | —        | —        | —        | 3      | 0      |
| 2016/17         | KSK Heist        | Vlag van België    | Eerste klasse amateurs | 14         | 0          | 0     | 0     | —        | —        | —        | —        | 14     | 0      |
| Carrière totaal | Carrière totaal  | Carrière totaal    | Carrière totaal        | 4          | 0          | 0     | 0     | 0        | 0        | 0        | 0        | 4      | 0      |